# Багча-Елі (Сімферополь)
Багча́-Елі́ (крим. Bağça Eli), Бахчи́-Елі́ або Бахче́ль — місцевість в Сімферополі, у Київському районі міста, колишнє село.

## Опис

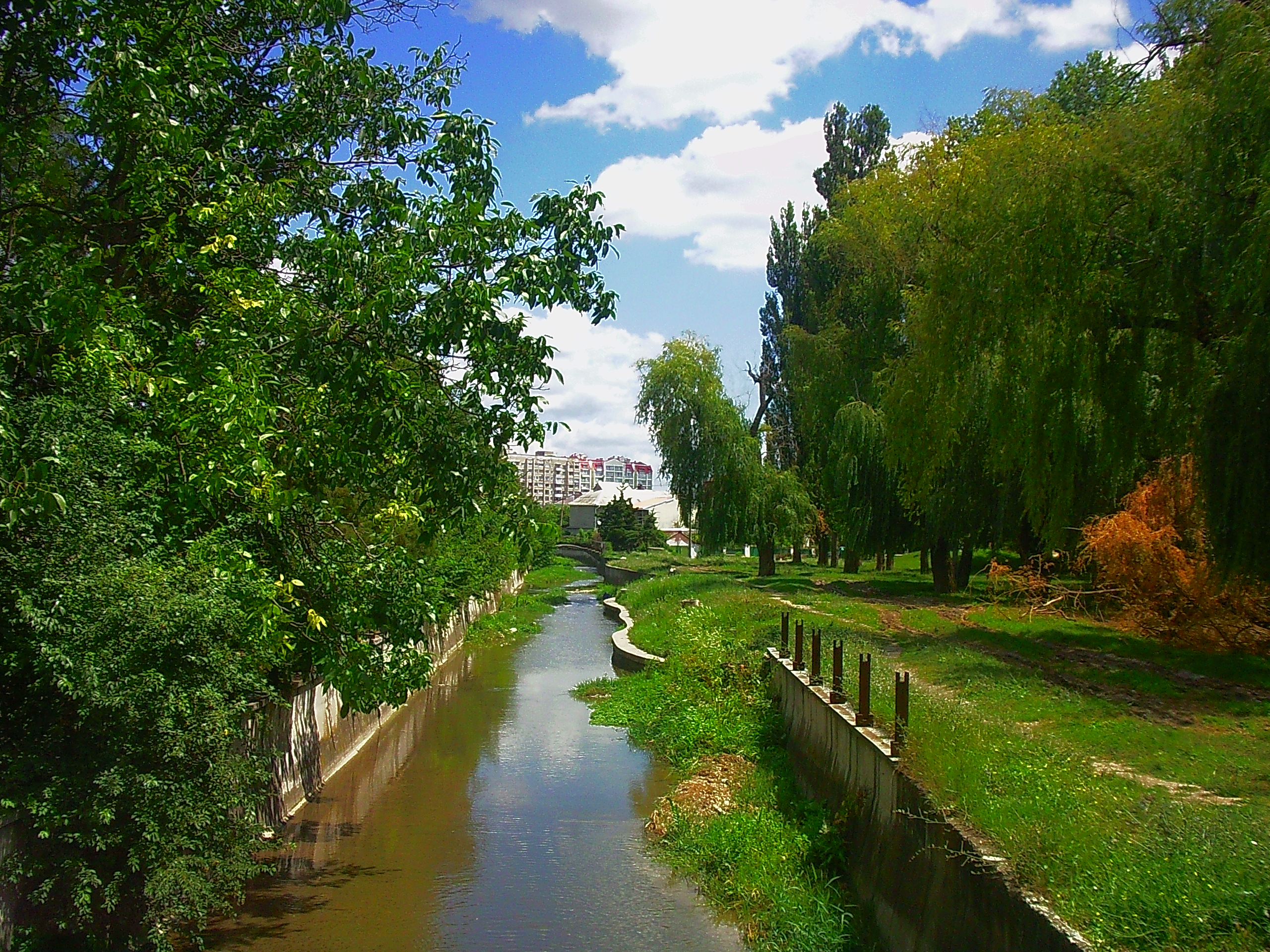
Малий Салгир в межах Багча-Елі, 2012 рік.

Розташована на півночі міста, між вулицями Київська, Чонгарська, проспектом Перемоги та річкою Абдалка.
Головні вулиці — Куйбишева (історична Бахчи-Ельська), Садова, Московська (Річкова), Тролейбусна, Лермонтова (Нижньоолександрівська), площа Віри Роїк.
У районі знаходиться Бахчиельський цвинтар, де розташований меморіал, на якому можна прочитати: «Тут поховані воїни Червоної армії, які загинули в боях за Крим та померли в шпиталях Сімферополя».

## Історія
Багча-Елі, що перекладають з кримськотатарської як «долина садів», є одним з найдавніших сіл долини. Воно з'явилося в одному з найвдаліших місць — тут зливаються Малий Салгир та річка Абдалка (Богурча), річки невеликі, але достатні для постачання садів живлющою вологою. Правда, і Малий Салгир іноді показує свою дику вдачу — тоді потужний потік змиває будь-які будівлі зі свого шляху, хоча це буває дуже рідко. У свій час для його приборкання планувалося побудувати невелике водосховище в районі села Мамак (Строганівка), але так до діла і не дійшло.
У часи Кримського ханства село належало до Акмечетського каймаканства Акмечетського кадилика, вперше згадується в Камеральному описі Криму 1784 року.
Після анексії Криму Росією село було приписано до Сімферопольського повіту Таврійської області.
У 1794 році село згадується у праці Петера-Симона Палласа «Спостереження, зроблені під час подорожі південними намісництвами Російської держави».
У XIX століття згадуються хутір Шаховського, що примикає до села, а на початку XX століття вище села виникає слобода Червона Гірка.
Нинішня вулиця Куйбишева раніше була дорогою із Сімферополя в Багча-Елі. З 1911 року вона вже вважається вулицею та має ім'я Бахчі-ельське шосе. У цей час тут лише кілька вулиць з іменами: Лермонтова та Рєпіна (обидві — історична вулиця Нижньоолександрівська) та Московська (Річкова), яку так назвали за її розташуванням поряд з Малим Салгиром.

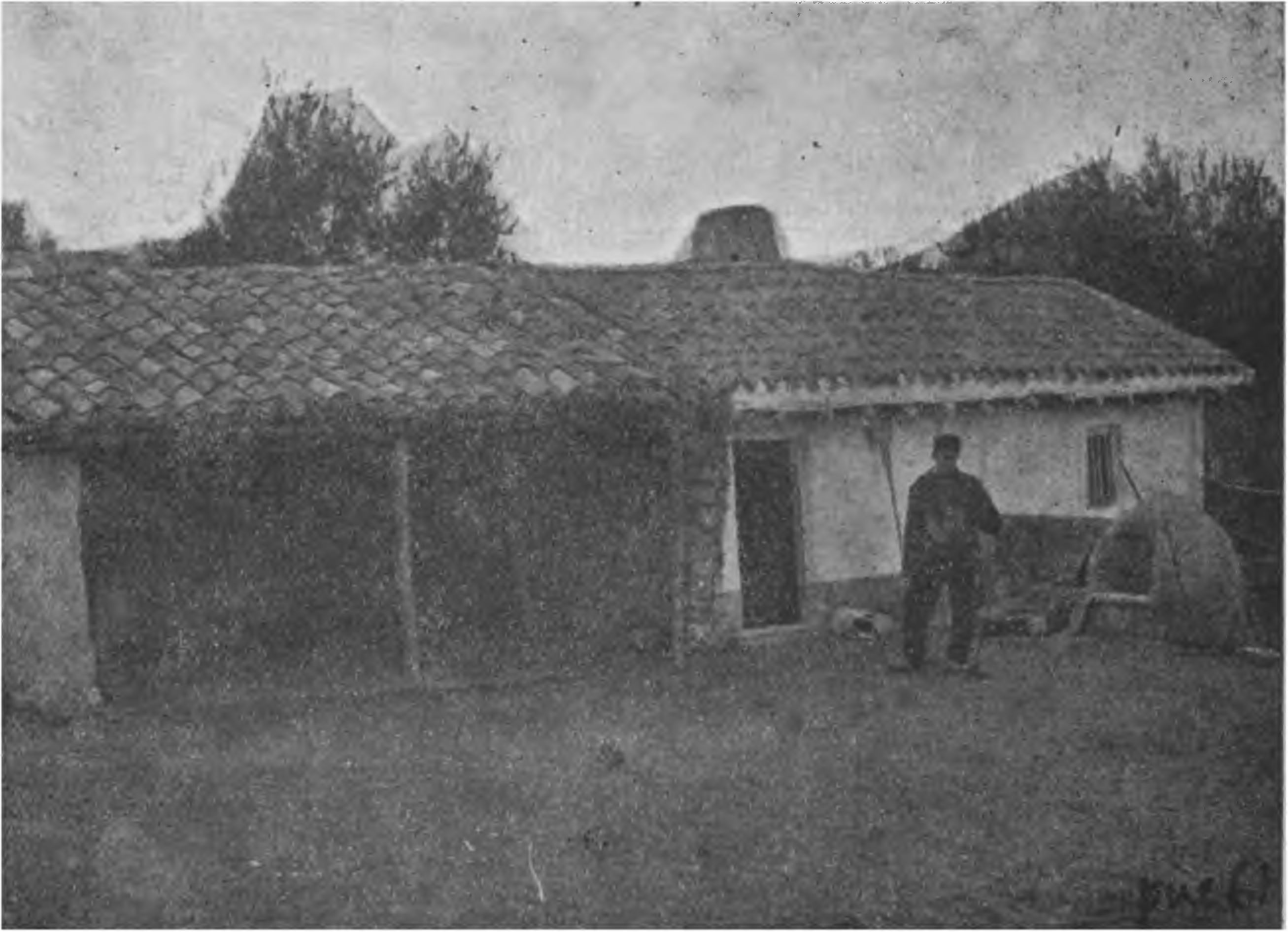
Кримськотатарський будинок в Багча-Елі, 1924 рік

У 1926 році через село була побудована нова лінія сімферопольського трамвая, що проходила вулицями Лермонтова (Нижньоолександрівська) та Садова.
У 1930-ті з'являються нові вулиці: Фруктова з однойменним провулком, Польова, провулок Садовий (Бахчіельський), а також вулиця Титова (Красногірська), що простяглася вздовж Малого Салгира, Стрілецька та провулок Підводників, провулок Донський (Абдальський).
Поруч із Бахчеллю розташовується невеликий цвинтар, тут ховали мешканців усіх довколишніх районів. У роки Другої світової війни неподалік був шпиталь, і тут ховали воїнів, які померли в ньому.
Перед Другою світовою війною село Багча-Елі було включено до складу міста Сімферополь, і стало частиною Ново-Міського району (з 1965 року — Київський район).
У 1968 році трамвайні рейкові колії в районі були демонтовані. У 1970—1980-ті роки територія між вулицею Київська, проспектом Перемоги, вулицями Лермонтова та Тролейбусна була перепланована та забудована багатоповерхівками.
У 2010 році неназвана площа в центрі району отримала назву площа Віри Роїк.

## Цікаві факти
- Існує повість радянського письменника Михайла Павловича Коршунова[ru] «Бахчи-Ель» (рос. «Бахчи-Эль»), видана у 1962 році.